# Linda Lampenius (TV-serie)
Linda Lampenius (originaltitel: Linda) är en finländsk dokumentärserie. Första säsongen bestod av fyra avsnitt. Serien hade premiär i Finland i den 12 oktober 2023, och kommer att sändas på TV4 Play med start 2 mars 2024.

## Handling
Serien kretsar kring den finlandssvenska violinisten Linda Lampenius vars karriär hade en baksida. Serien följer Lampenius från hyllad musiker som spelar med Sibeliusakademin till Playboy-modell som var en del av Hugh Hefners innersta krets.

## Medverkande (i urval)
- Linda Lampenius